# Pocho (departamento)
Pocho é um departamento da Argentina, localizado na província de Córdova. Possuía, em 2019, 5.747 habitantes.